# Андреев, Вячеслав Андреевич
Андреев Вячеслав Андреевич (18 [30] сентября 1890, Российская империя — 15 октября 1945) — русский советский скульптор и график. Брат скульптора Николая Андреева. Автор памятника «Рабочий со звездой», созданного для павильона СССР на Всемирной выставке в Нью-Йорке. Член Общества русских скульпторов.

## Биография

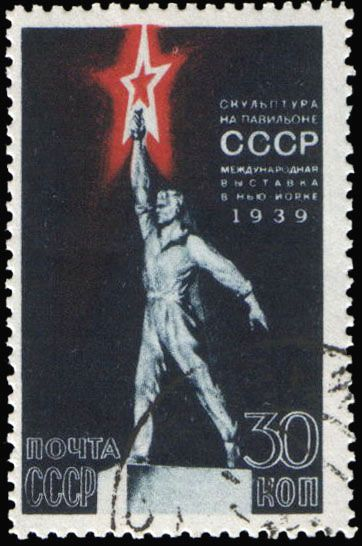
Марка со скульптурой Андреева «Рабочий со звездой»

Вячеслав Андреев учился в Строгановском центральном художественно-промышленном училище (1901—1912) у П. П. Пашкова, Д. А. Щербиновского и Н. А. Андреева. Это училище он окончил со званием художника 1-й степени. Был участником Первой мировой войны, побывал в плену. После Октябрьской революции участвовал в осуществлении плана монументальной пропаганды: помогал брату в исполнении статуи «Свобода» для монумента «Советская Конституция» в Москве, ряда бюстов деятелей революции для зала ВЦИК в Кремле, памятников Герцену и Огареву перед зданием МГУ, мемориальных досок на зданиях Москвы.
С 1920 работал самостоятельно в области монументальной и станковой скульптуры — выполнял портреты, жанровые композиции. В 1923 году исполнил фигуры «Рабочий» и «Крестьянин» для ВСХВ, памятники-бюсты Н. Е. Жуковскому, проект памятника «Перекоп». Для павильона СССР на Всемирной выставке в 1939 году в Нью-Йорке создал фигуру «Рабочий со звездой». В конкурсе на создание фигуры для всемирной выставки Андреев обошел таких уже именитых мастеров монументализма, как Мухина и Меркуров. Эта скульптура рабочего стала очень популярной в СССР. Её изображения тиражировались в буклетах, на плакатах и листовках. Один из плакатов со скульптурой Андреева создал Эль Лисицкий. После завершения выставки 27 октября 1940 г. скульптуру вернули в СССР вместе с остальными частями павильона. Её планировали установить на постамент, подобно тому как поступили со скульптурой «Рабочий и Колхозница». Но война этим планам помешала, что случилось со скульптурой — неизвестно, ее следы теряются.
Вячеслав Андреев является автором портретов: Ленина, Демьяна Бедного, Кошелевой, Андреева, Пушкина, Иофана. Также автор фигур и жанровых композиций: «Рабочие-клепальщики», «Рабочий-изобретатель», «Ткач», «Рабочий с отбойным молотком», «Девушка-физкультурница», «После купания», «Рабочие-металлисты», «Красноармейцы».
После смерти брата закончил начатую им скульптуру «Ленин — вождь» и в 1936 высек ее в мраморе. В 1939—1945 выполнил большое количество эскизов и моделей к проекту оформления Дворца Советов в Москве. В 1944—1945 создал ряд фигур: «Командир», «Летчик», «Разведчик», «Партизан» для станции метро «Бауманская».
Экспонировался на выставках: Государственной художественной выставке современной скульптуры в 1926, Постоянной художественной выставке в 1926, выставке художественных произведений к 10-летнему юбилею Октябрьской революции в 1928, выставке работ художников, командированных в районы индустриального и колхозного строительства в 1932, «Художники РСФСР за XV лет», «XV лет РККА». Отдельная выставка произведений художника состоялась в Москве в 1958 году.
Похоронен на Новодевичьем кладбище в Москве (участок № 2, ряд 14, место 2).